# Wir waren mal Stars

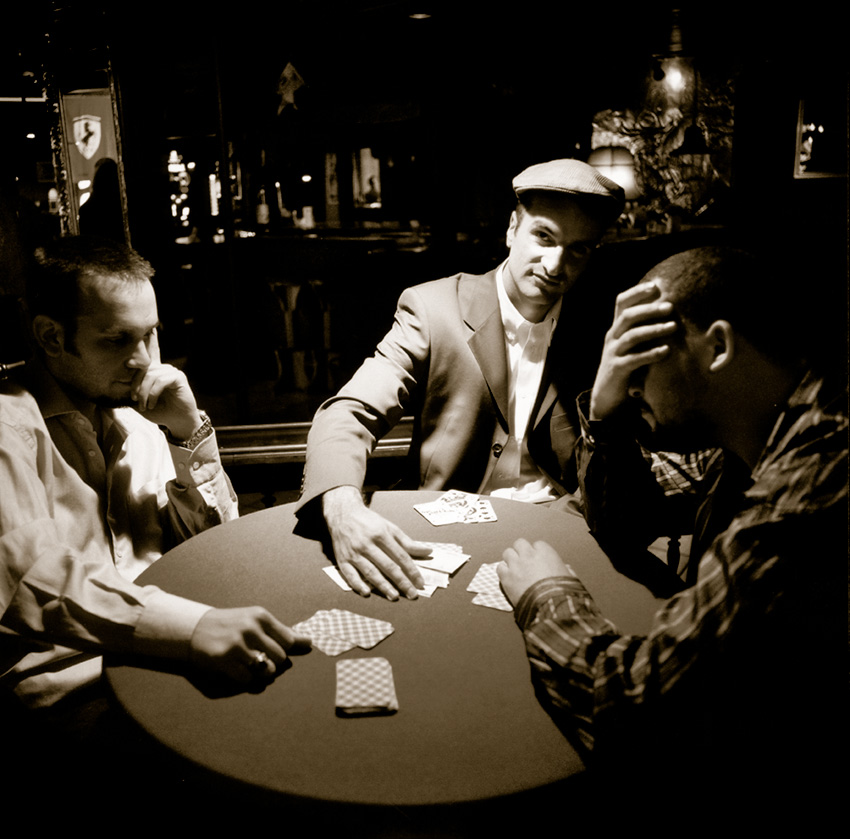
Boulevard Bou (links), Toni-L (Mitte) und Torch (rechts)

Wir waren mal Stars ist ein Lied des Rappers Torch; zugleich ist es die zweite Singleauskopplung aus seinem bislang einzigen Soloalbum Blauer Samt.

## Entstehung
Der Produzent Boulevard Bou wollte das dem Lied zugrunde liegende Sample ursprünglich für einen Remix für das Album Der Pate von Toni-L verwenden. Dieser kam jedoch nicht zustande. Deshalb entschied Torch, auf dessen Grundlage dieses Lied zu schreiben. Zunächst erschien das Lied als B-Seite der Doppel-Vinyl-Single Die Welt brennt. Eine bei V2 Records verantwortliche Person sah jedoch in Wir waren mal Stars Potential für eine Single, wozu sich Torch letztendlich überreden ließ.

## Text
Der Liedtext stellt einen ironischen Rückblick auf die Vergangenheit von Torch und Toni-L als Teil der Hip-Hop-Band Advanced Chemistry dar. Beide Rapper, vor allem Torch, betonen, dass es ihnen stets um Authentizität ging und sie sich gegen die Kommerzialisierung des Hip-Hop wandten. Das Lied beginnt mit einem kurzen gesprochenen Einleitungstext von Linguist, der ebenfalls Mitglied der Band war. Unmittelbar darauf folgt der Refrain, dessen Text im Chor von Torch und Boulevard Bou vorgetragen wird und der nach den beiden ersten von Torch vorgetragenen Strophen erneut folgt. Danach schließt Toni-L in Form der dritten Strophe das Lied ab.

## Video
Das Musikvideo zeigt neben Torch und Toni-L zahlreiche weitere Protagonisten der Heidelberger Hip-Hop-Szene, deren Namen teilweise textlich unterlegt werden. Es werden zahlreiche Hip-Hop-Klischees zelebriert. Beispielsweise steigt Torch am Anfang aus einer Stretch-Limousine aus, wird im Club von Frauen begleitet und wirft mit Geld um sich. Darüber hinaus sind er und Toni-L in einigen Szenen im Whirlpool zu sehen.

## Charterfolge
Das Lied stieg im Januar in die deutschen Charts ein, wo es sich insgesamt vier Wochen halten konnte; es erreichte als höchste Notierung Platz 92.

## Nachwirkungen
Die Hip-Hop-Band K.I.Z verwendete den Beat in unveränderter Form für ihr Lied Wir werden jetzt Stars auf ihrem 2006 erschienenen Mixtape Böhse Enkelz.